# Championnat de Finlande de hockey sur glace 1948-1949
Saison précédente Saison suivante
La saison 1948-1949 est la dix-septième saison de la SM-sarja.
Le Tarmo Hämeenlinna remporte le 17e titre de champion de Finlande en terminant terminant à la première place du classement.

## Déroulement

### Classement
| Clt   | Équipe            | PJ | V | D | N | BP | BC | Diff | Pts |
| ----- | ----------------- | -- | - | - | - | -- | -- | ---- | --- |
| +001, | Tarmo Hämeenlinna | 7  | 7 | 0 | 0 | 80 | 15 | +65  | 14  |
| +002, | Ilves Tampere     | 7  | 6 | 0 | 1 | 87 | 16 | +71  | 12  |
| +003, | TuPK Turku        | 7  | 5 | 0 | 2 | 42 | 40 | +2   | 10  |
| +004, | TBK Tampere       | 7  | 4 | 0 | 3 | 65 | 41 | +24  | 8   |
| +005, | HJK Helsinki      | 7  | 3 | 0 | 4 | 33 | 65 | -32  | 6   |
| +006, | HSK Helsinki      | 7  | 2 | 0 | 5 | 34 | 81 | -47  | 4   |
| +007, | Arsenal Helsinki  | 7  | 0 | 1 | 6 | 27 | 61 | -34  | 1   |
| +008, | K-Kissat Helsinki | 7  | 0 | 1 | 6 | 26 | 75 | -49  | 1   |

- Champion de Finlande
- Barrage de promotion-relégation
- Relégué en I-divisionna

### Meilleurs pointeurs
Cette section présente les meilleurs pointeurs de la saison.
| Clt | Joueur           | Équipe            | PJ | B  | A  | Pts | Pun |
| --- | ---------------- | ----------------- | -- | -- | -- | --- | --- |
| 1   | Keijo Kuusela    | Tarmo Hämeenlinna | 7  | 18 | 12 | 30  | 0   |
| 2   | Aarne Honkavaara | Ilves Tampere     | 6  | 18 | 5  | 23  | 0   |
| 3   | Matti Karumaa    | Tarmo Hämeenlinna | 7  | 19 | 2  | 21  | 0   |
| 4   | Lotfi Nasib      | Ilves Tampere     | 7  | 16 | 2  | 18  | 0   |
| 5   | Osmo Huhti       | Ilves Tampere     | 6  | 13 | 5  | 18  | 0   |